# Separazione elettrostatica dei rifiuti
La separazione elettrostatica è un insieme di operazioni di pretrattamento volte a separare le diverse componenti dei rifiuti indifferenziati in base alle proprietà elettrostatiche tipiche degli elementi che li compongono.

## Meccanismo
I separatori elettrostatici impiegano campi elettrici ad elevata differenza di potenziale, separando tra loro componenti del rifiuto aventi un differente comportamento in termini di conducibilità elettrica. 
Si tratta quindi di sistemi impiegati anche negli impianti di trattamento dei materiali raccolti in modo differenziato, per la possibilità di separare sia la frazione conduttrice (metalli) da quella non conduttrice, sia frazioni con differente umidità o diversa capacità di elettrizzarsi .
Una possibile configurazione di impianto prevede che il materiale da trattare, durante la caduta da un sistema di alimentazione, cada su un tamburo (o più tamburi in serie), dotato di carica elettrica tramite un elettrodo carico negativamente (anodo),  e passi in prossimità di un elettrodo carico positivamente (catodo). Le componenti conduttive del materiale subiscono un effetto di attrazione, deviando la propria traiettoria di moto; il restante materiale, non risentendo degli effetti elettrostatici, continua la propria caduta liberamente ed è raccolto in un apposito contenitore.
Un sistema di separazione elettrostatica permette di raggiungere efficienze di processo molto elevate, fino al 99%.
Nel caso di separazione della frazione organica da quella inerte, la resa è fortemente influenzata dal grado di umidità delle frazioni trattate: se la componente organica presenta un elevato grado di umidità, allora si hanno buoni effetti conduttivi; invece, nel caso di frazione organica poco umida, gli effetti conduttivi risultano smorzati e quindi l'efficacia del processo risulta ridotta notevolmente.
Al fine quindi di mantenere buoni risultati, per questo tipo di separatore, è necessario procedere con un'adeguata regolazione dell'umidità del prodotto, ad esempio con un ciclo di trattamento di biostabilizzazione della frazione organica.

## Applicazioni
Attraverso i separatori elettrostatici è possibile selezionare ad esempio:
- La frazione conduttrice (i metalli), da quella non conduttrice (plastica, carta, vetro, ecc)
- La frazione organica (conduttrice poiché ad elevato contenuto di umidità) da quella inerte
- La carta dalla plastica, o differenti tipi di materie plastiche, per la diversa capacità dei materiali di caricarsi elettricamente.